# Daihatsu Thor
Daihatsu Thor, також відомий як Toyota Roomy/Tank і Subaru Justy ― це субкомпактвен зі зсувними дверима, розроблений і виготовлений компанією Daihatsu, який продається компаніями Daihatsu, Toyota і Subaru. 

## Опис
Це п'ятимісний мікроавтобус, створений на базі Boon серії M700  і представлений 9 листопада 2016 року як наступник моделі Coo. У лінійці мінівенів Toyota він стоїть нижче Sienta.
Наразі Thor продається лише в Японії. Він не є автомобілем класу kei, оскільки зовнішні розміри та об'єм двигуна 996 куб. см перевищують нормативи класу, але невеликий двигун все одно тягне за собою скромні щорічні зобов'язання зі сплати дорожнього податку. З 2016 по 2020 рік модель Tank була ексклюзивною для магазинів Toyopet Store та Netz Store, тоді як модель Roomy колись була ексклюзивною для Toyota Store та Corolla Store.
Для моделей до фейсліфтингу звичайний Thor розділив форму переднього бампера з Tank (як звичайними, так і кастомними моделями) і Justy Custom (з переробленою верхньою решіткою радіатора і нижньою решіткою радіатора з перехресним люком). Форму бампера Thor Custom поділяє з Roomy (як звичайною, так і кастомною моделями) та звичайним Justy (з чорними планками решітки радіатора замість хромованих). Roomy використовує стандартні задні ліхтарі, а Tank - ліхтарі з прозорими лінзами, які зарезервовані для кастом-версій Thor і Justy. Всі кастом-версії також мають додатковий передній спліттер та хромовану накладку на задню кришку багажника.

## Рестайлінг
Моделі Thor і Roomy отримали рестайлінг 15 вересня 2020 року, разом з припиненням виробництва моделі Tank через злиття кількох японських дилерських мереж Toyota.  За ними послідував фейсліфтинг Justy 24 вересня (модель Justy Custom було знято з виробництва).
Рестайлінговий звичайний Thor розділив дизайн передньої частини зі звичайним Roomy, в той час як Thor Custom розділив дизайн передньої частини з Roomy Custom і Justy.

## Галерея

### Thor

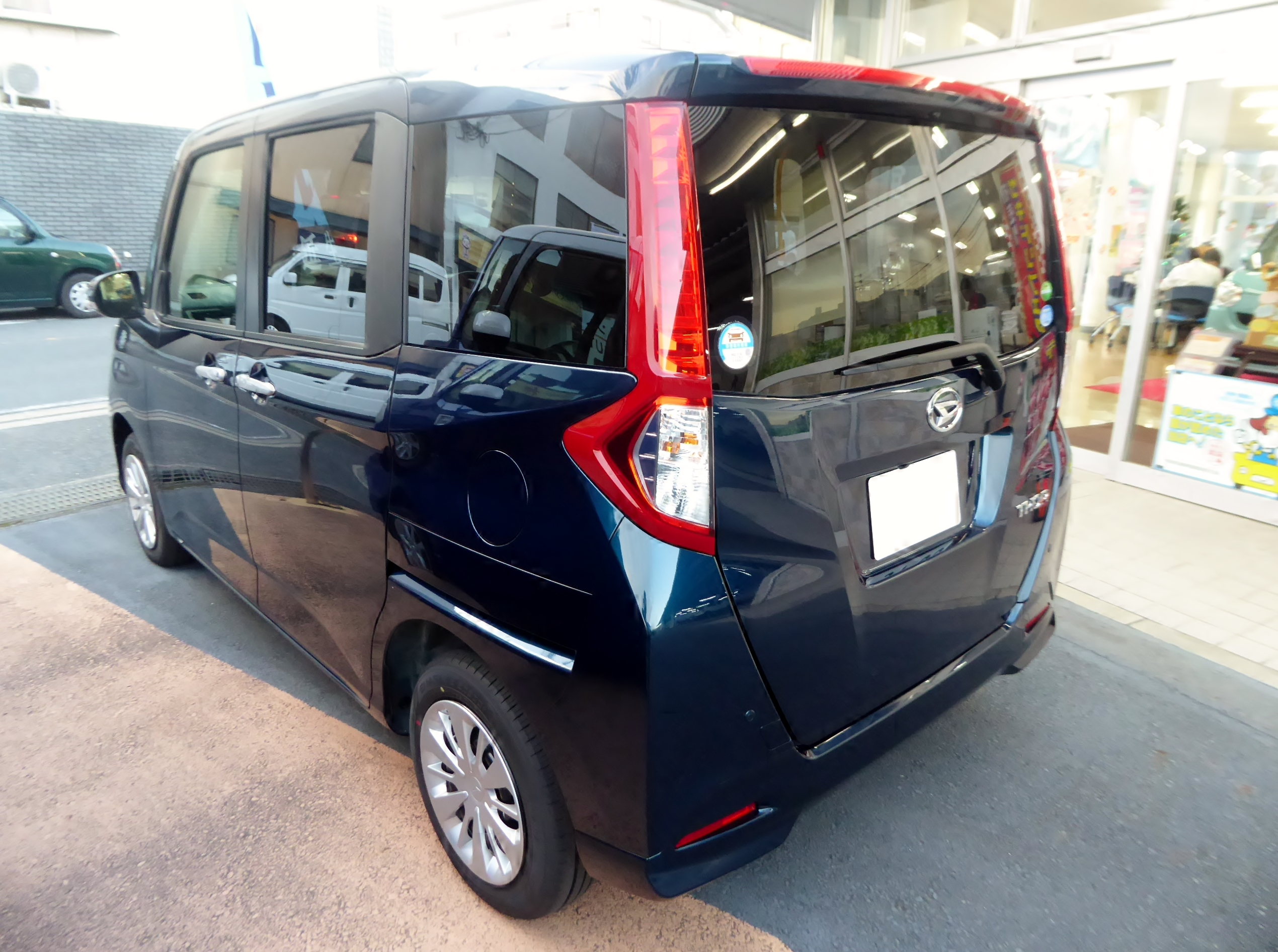
Thor G "SA II" (M900S, до рестайлінгу)
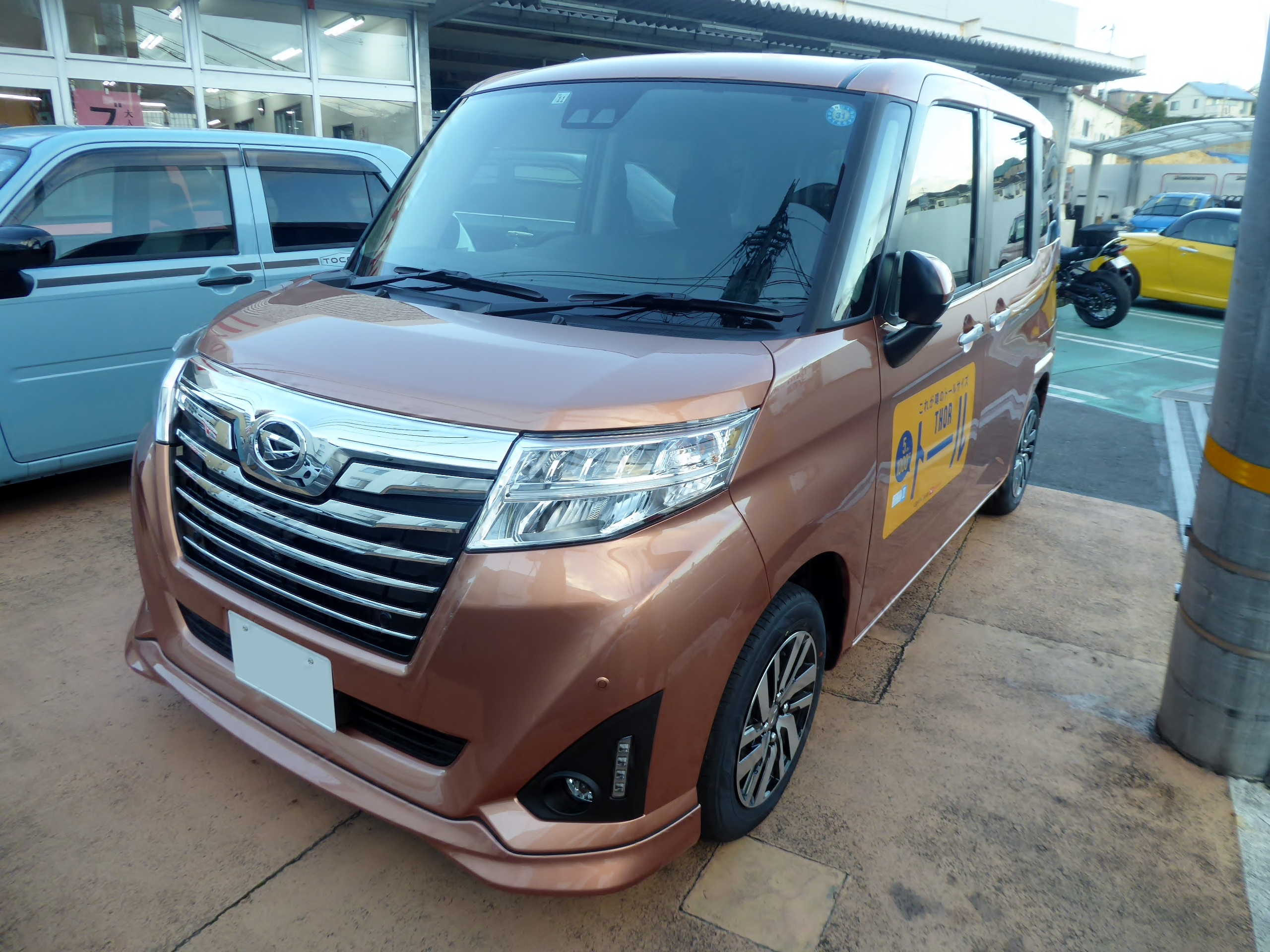
Thor Custom G "Limited SA III" (M900S, до рестайлінгу)
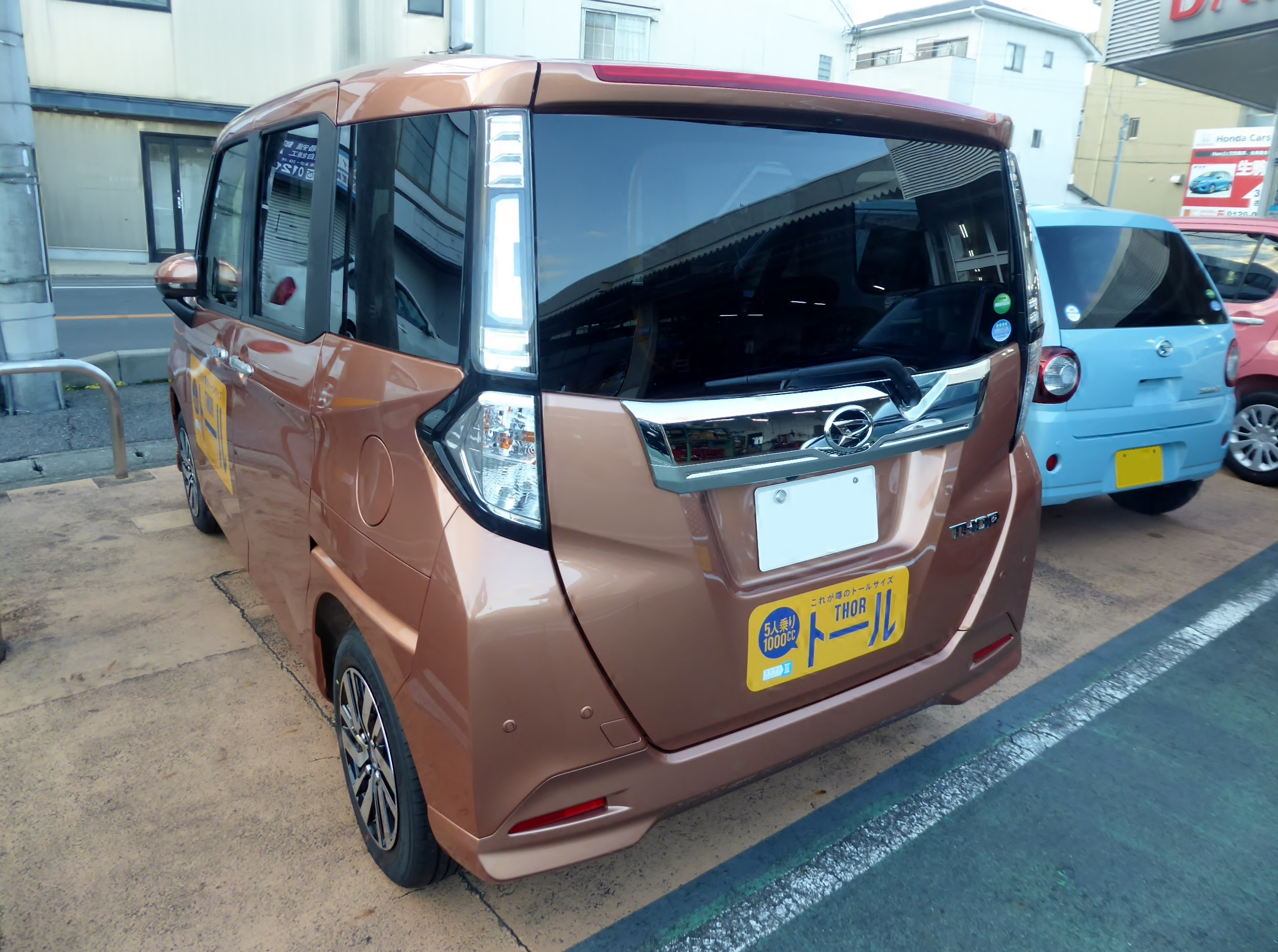
Thor Custom G "Limited SA III" (M900S, до рестайлінгу)
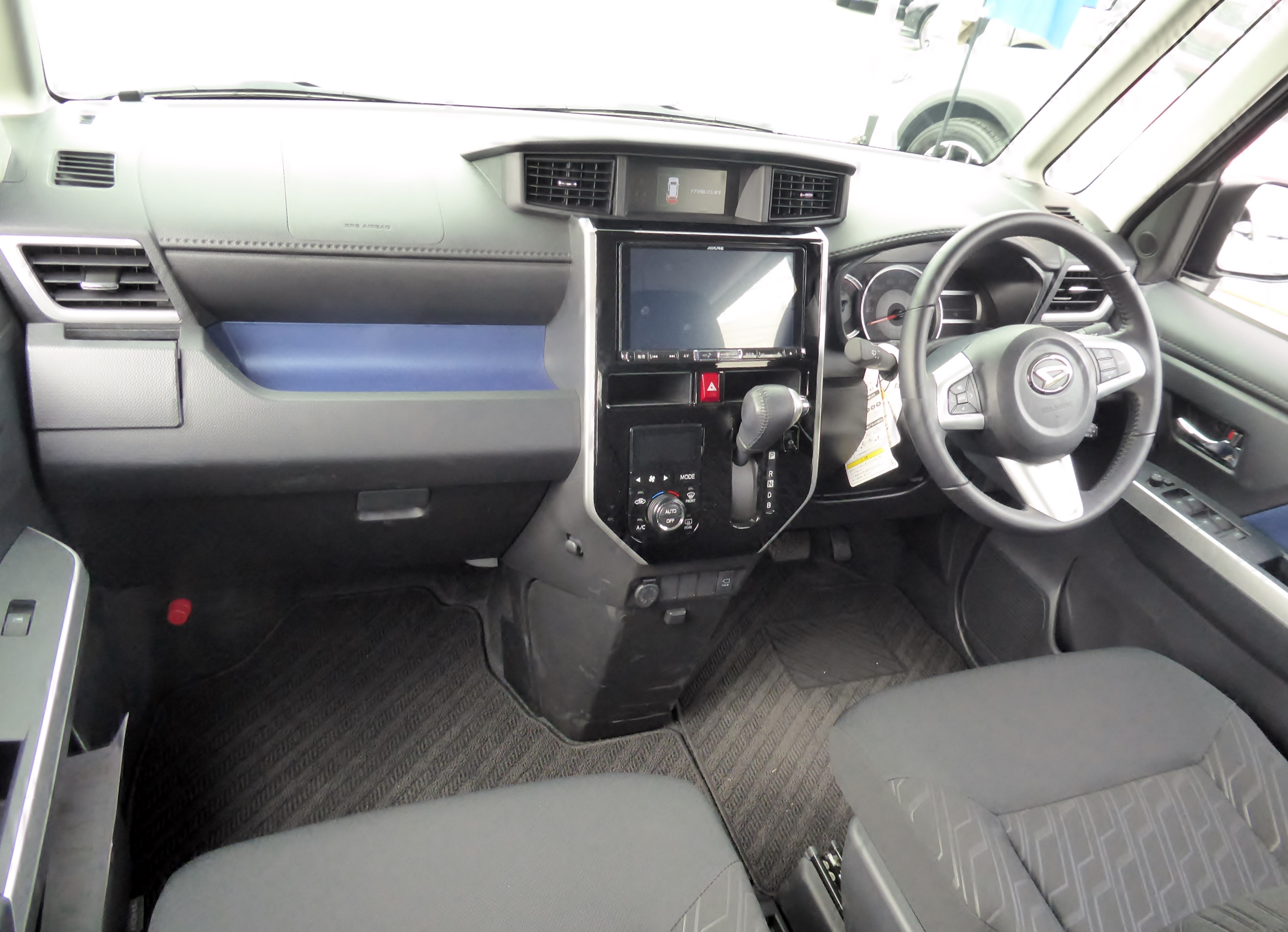
Інтер’єр (до рестайлінгу)
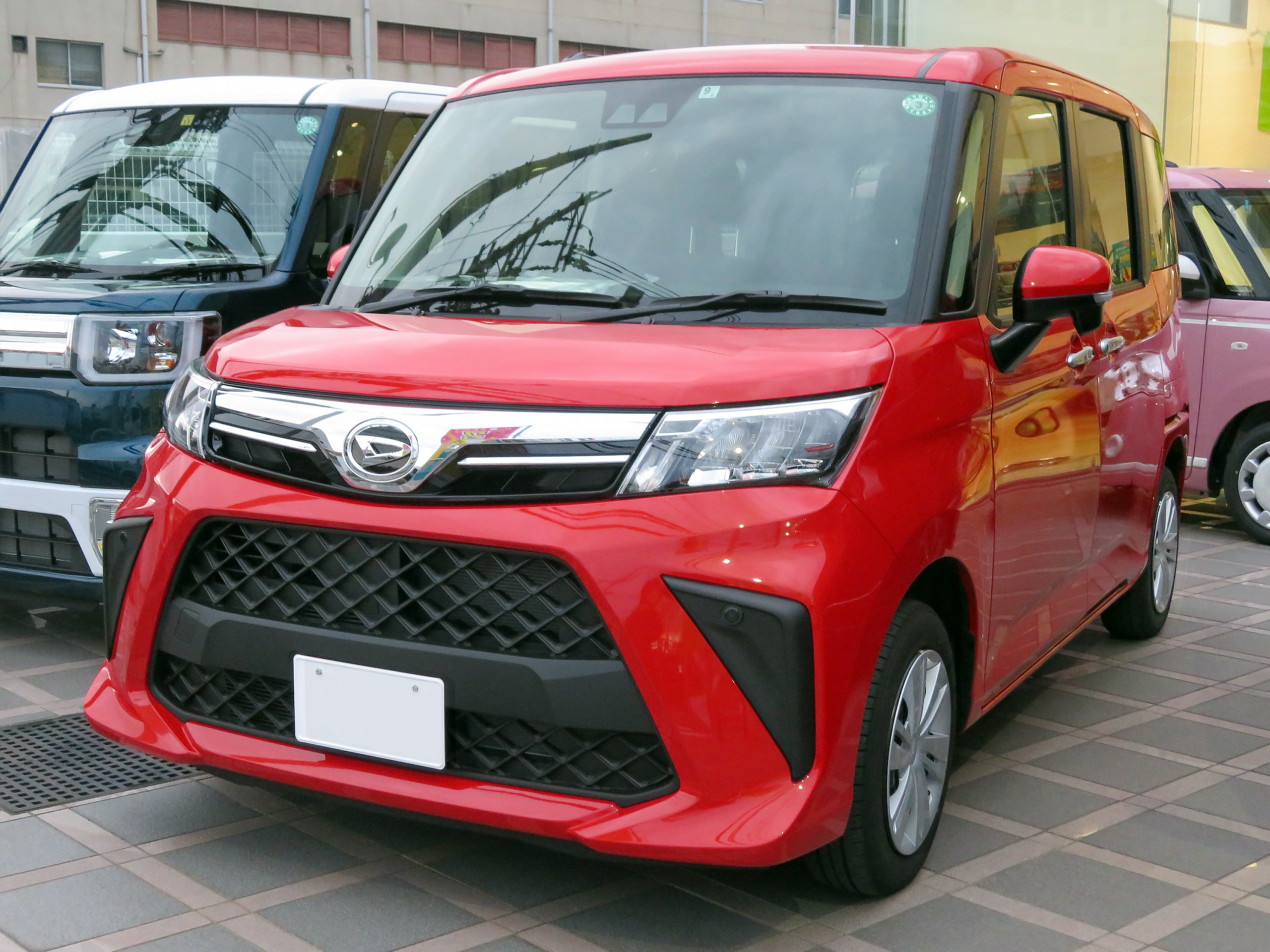
Thor G (M900S, рестайлінг)
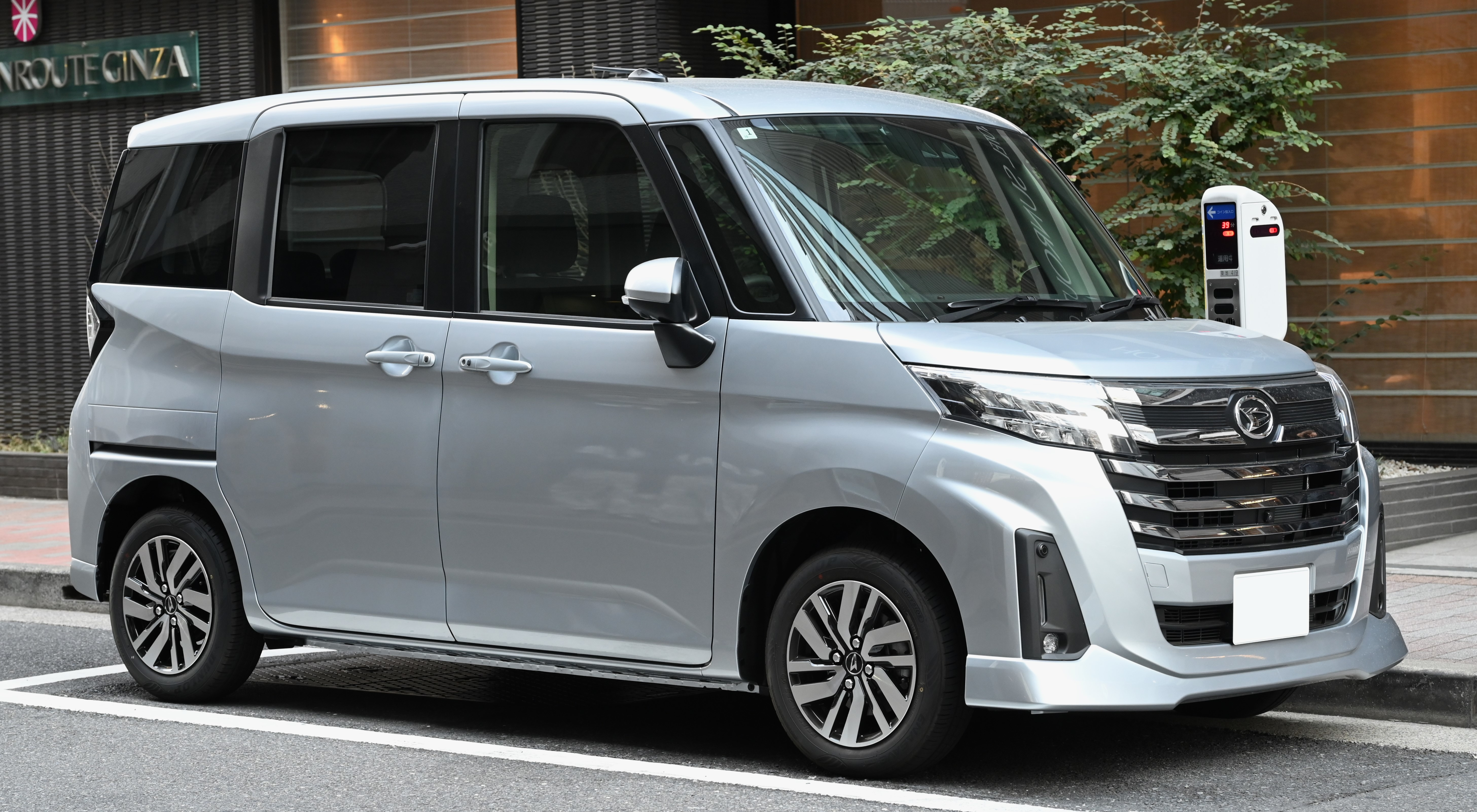
Thor Custom G (M900S, рестайлінг)
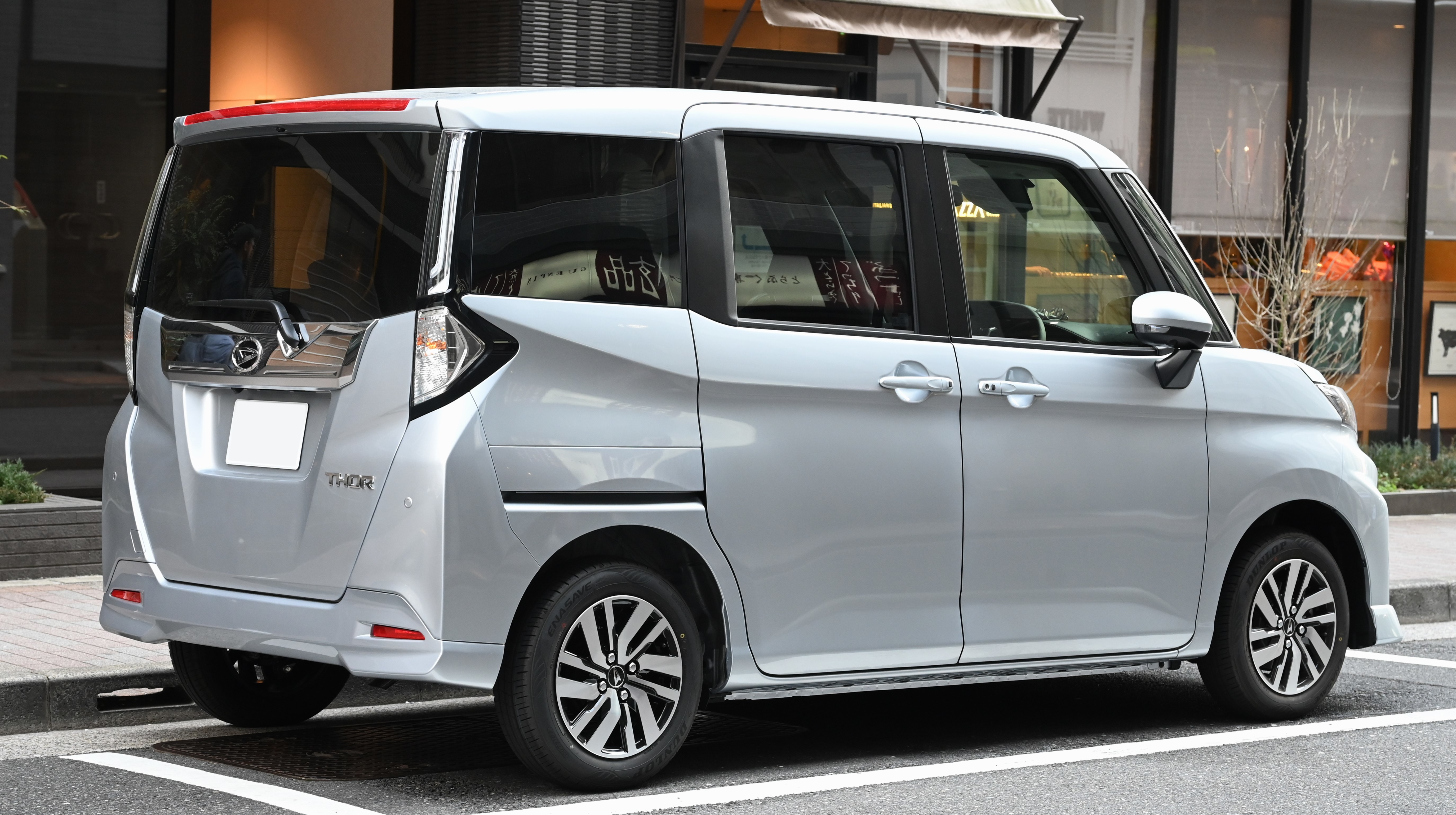
Thor Custom G (M900S, рестайлінг)
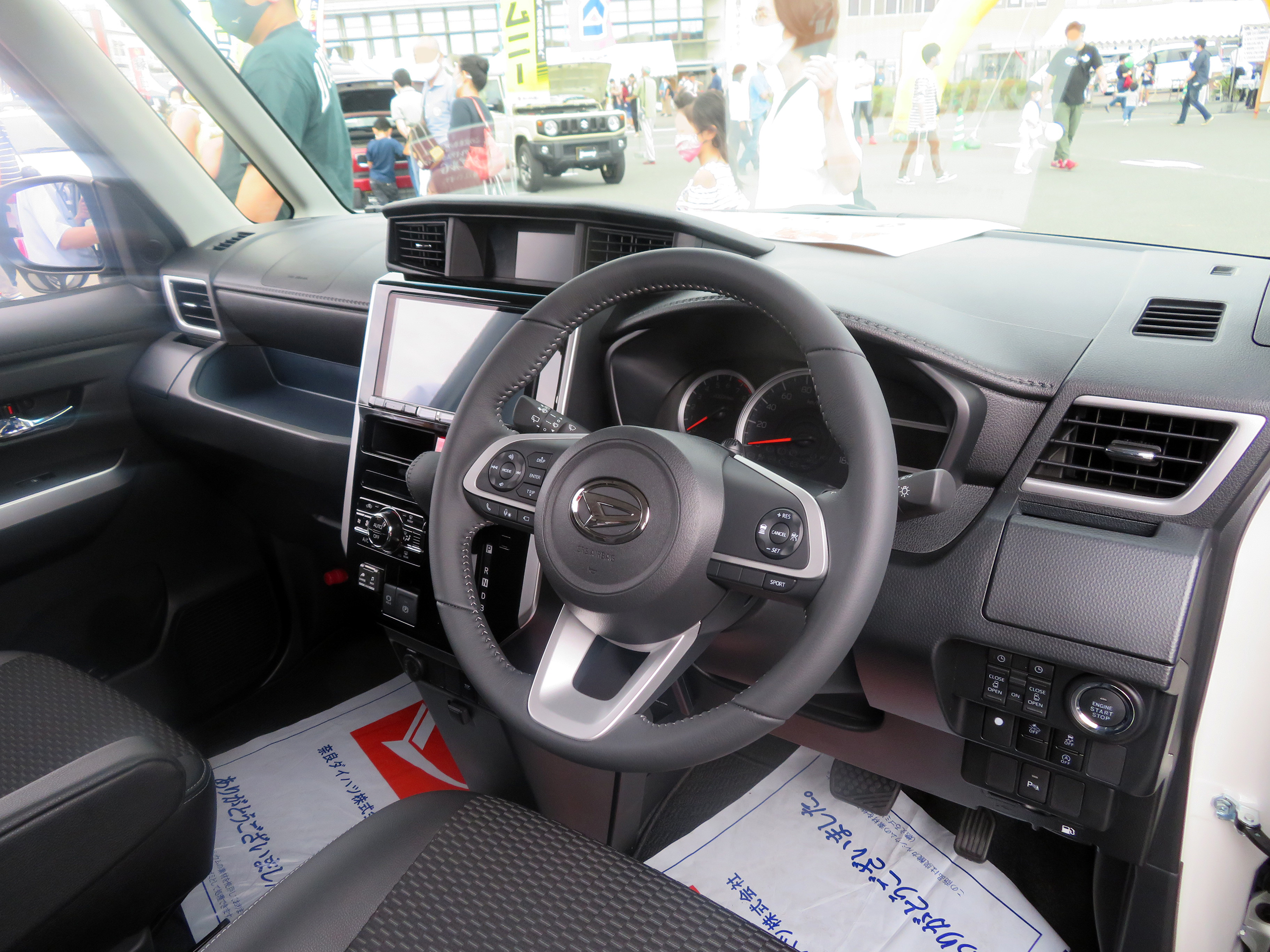
Інтер’єр (рестайлінг)

### Roomy/Tank

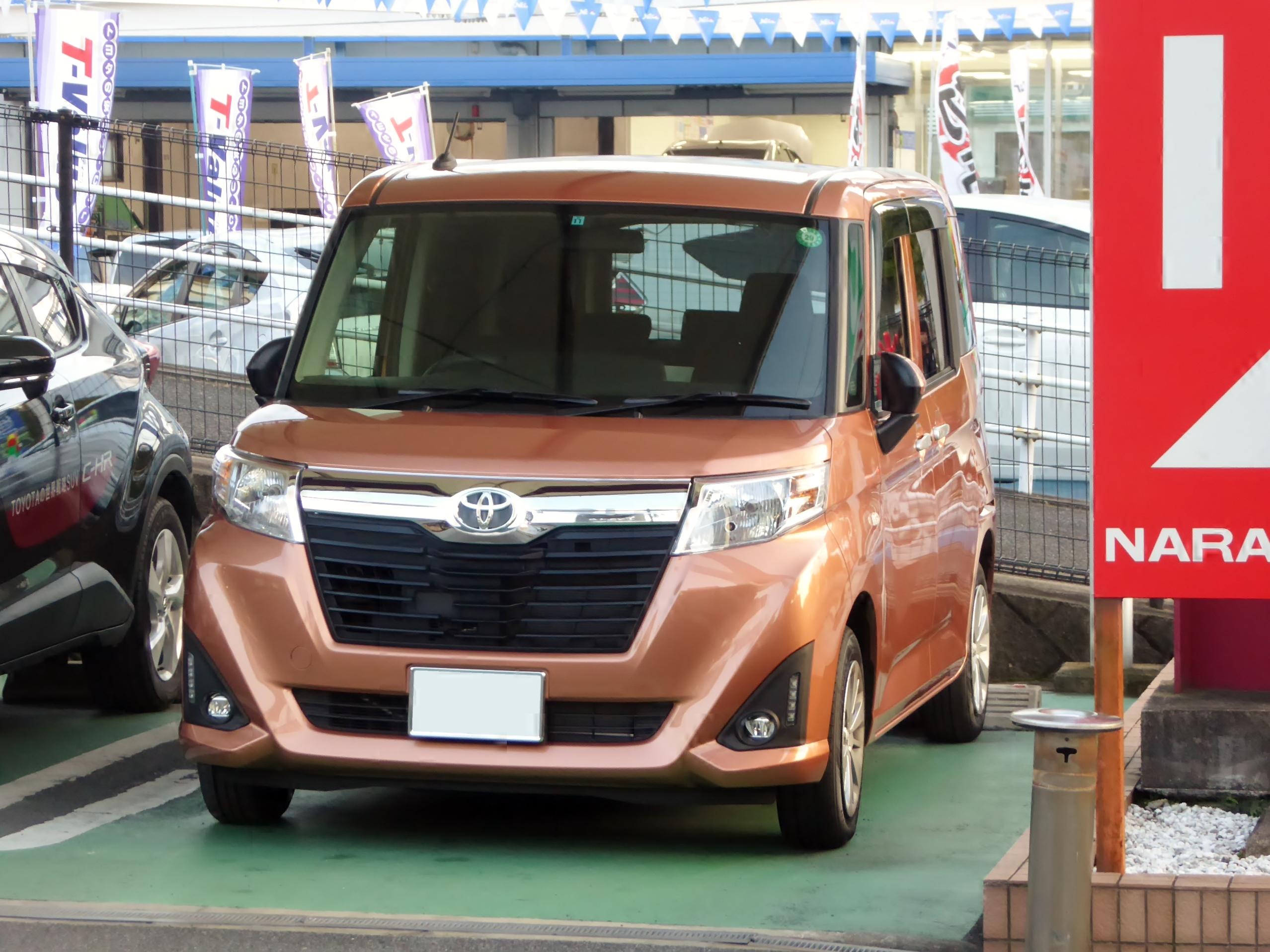
Toyota Roomy X"S" (M900A, до рестайлінгу)
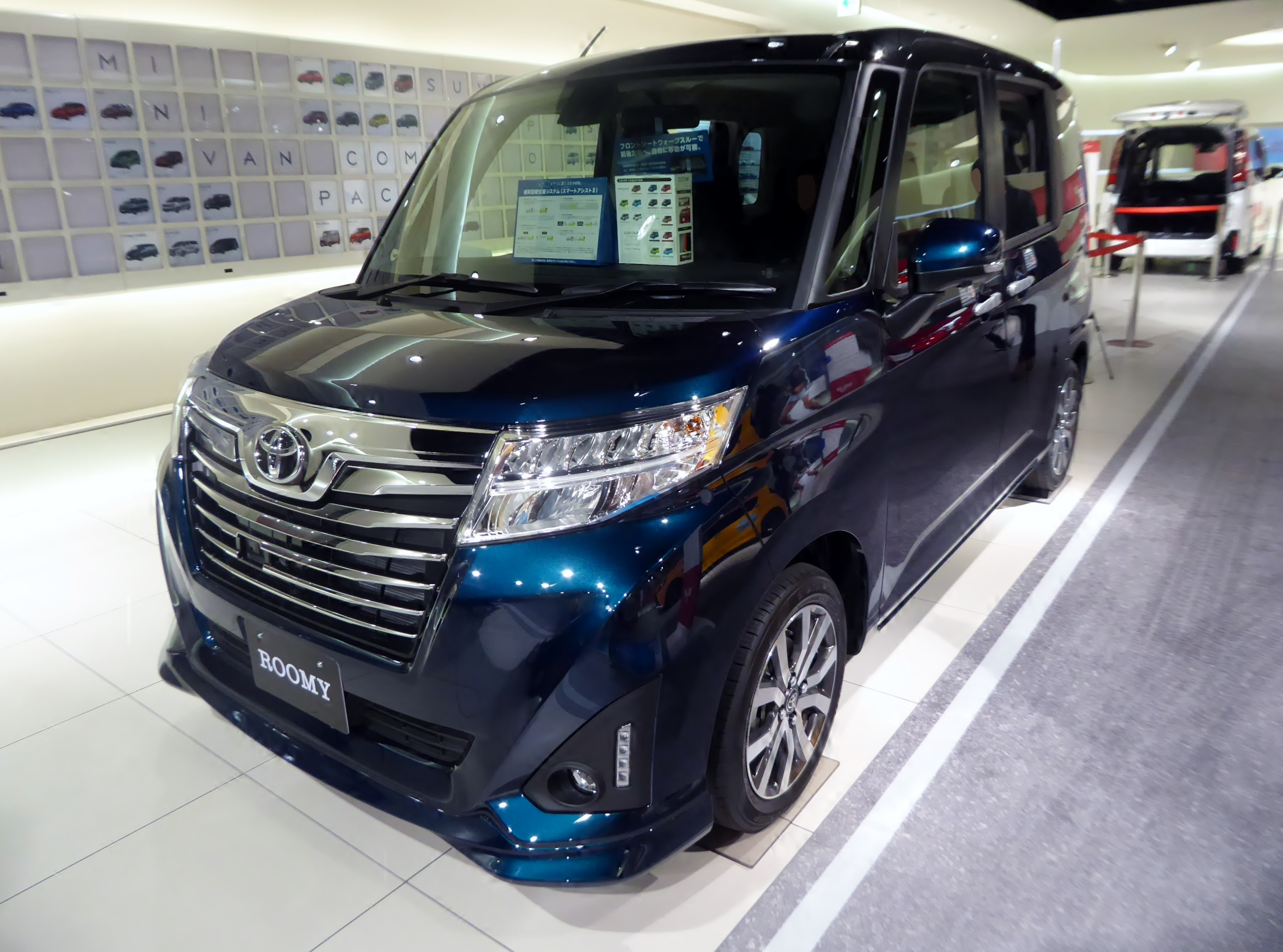
Roomy Custom G-T (M900A, до рестайлінгу)
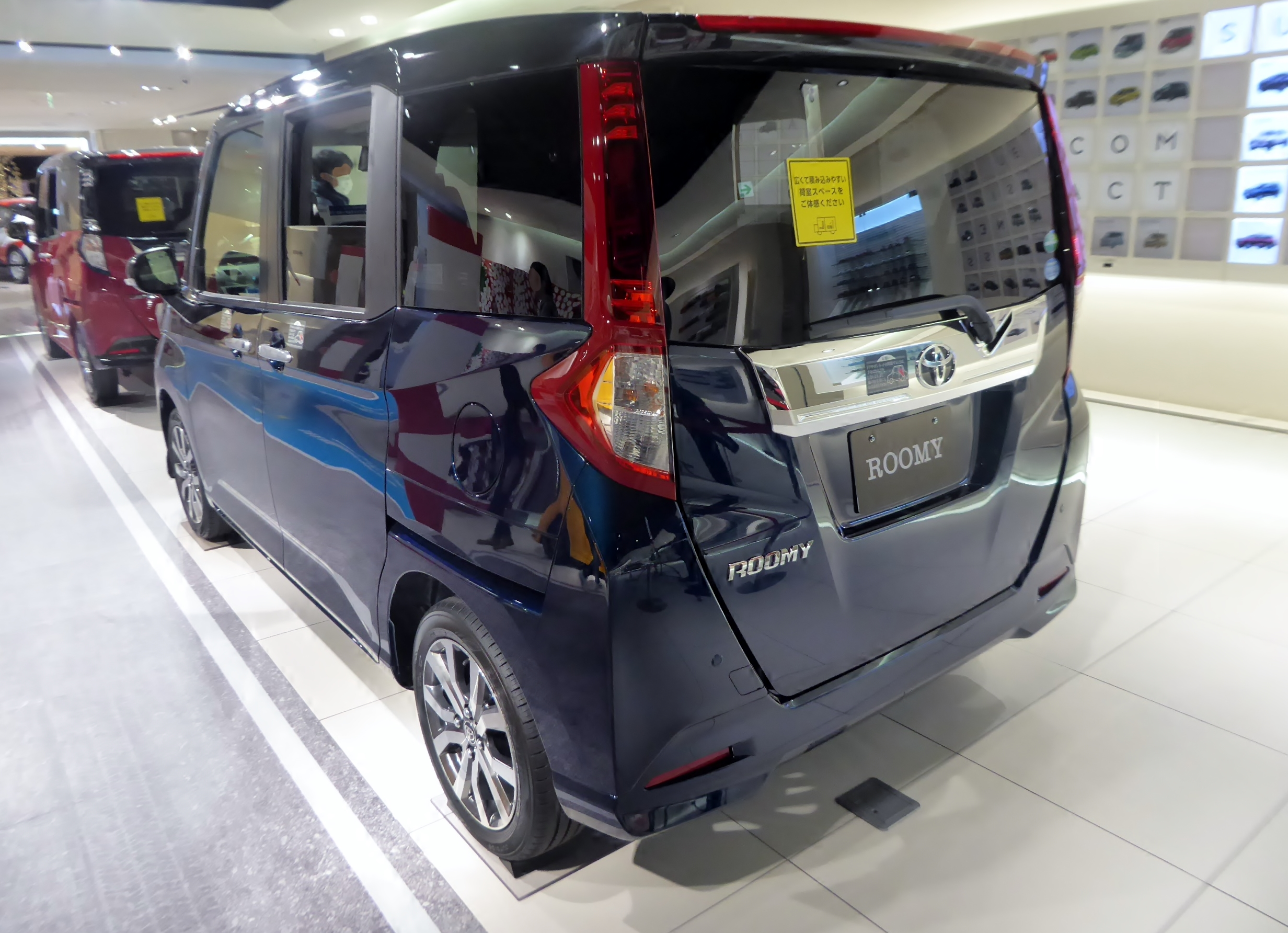
Roomy Custom G-T (M900A, до рестайлінгу)
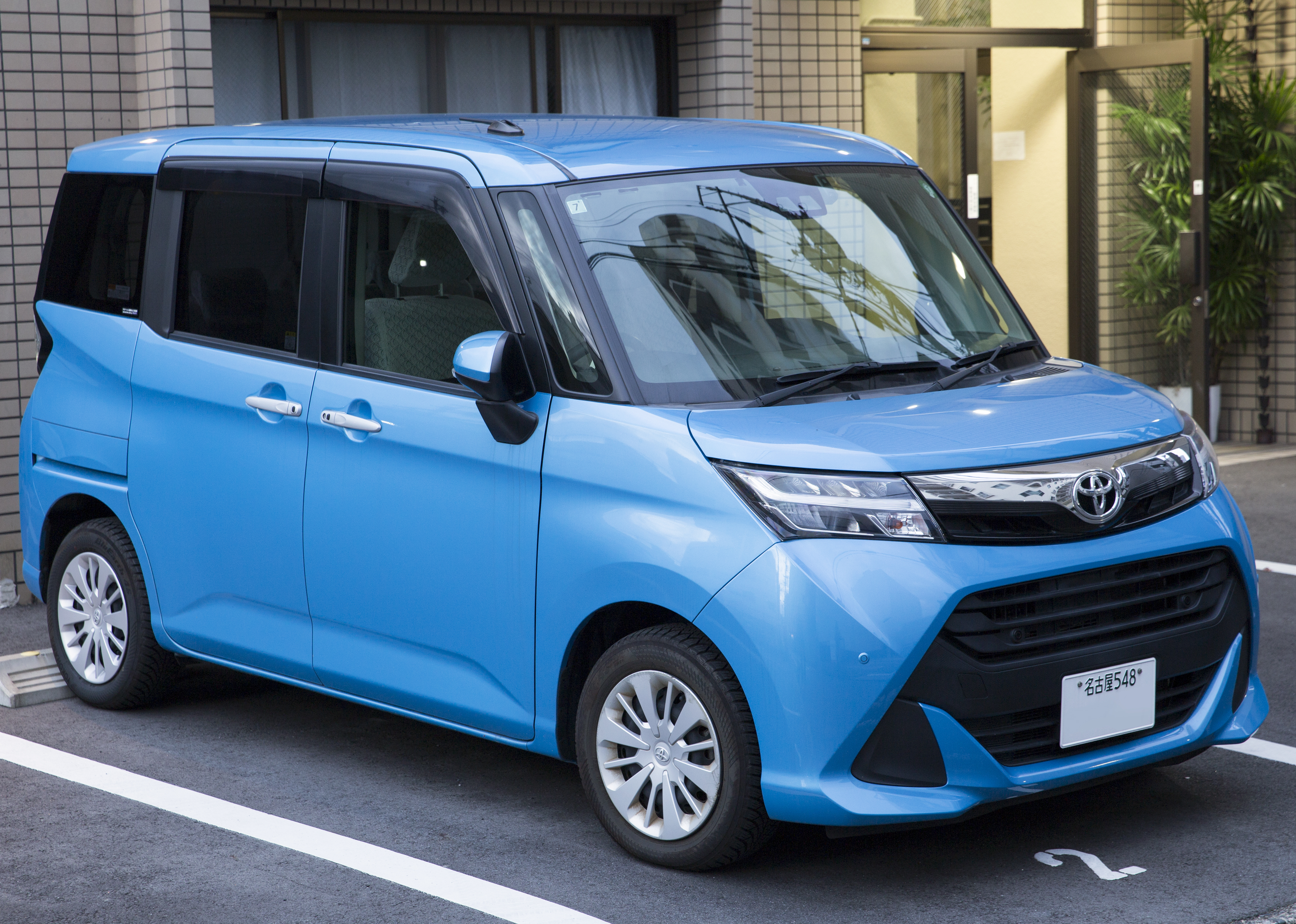
Toyota Tank G (M900A, до рестайлінгу)
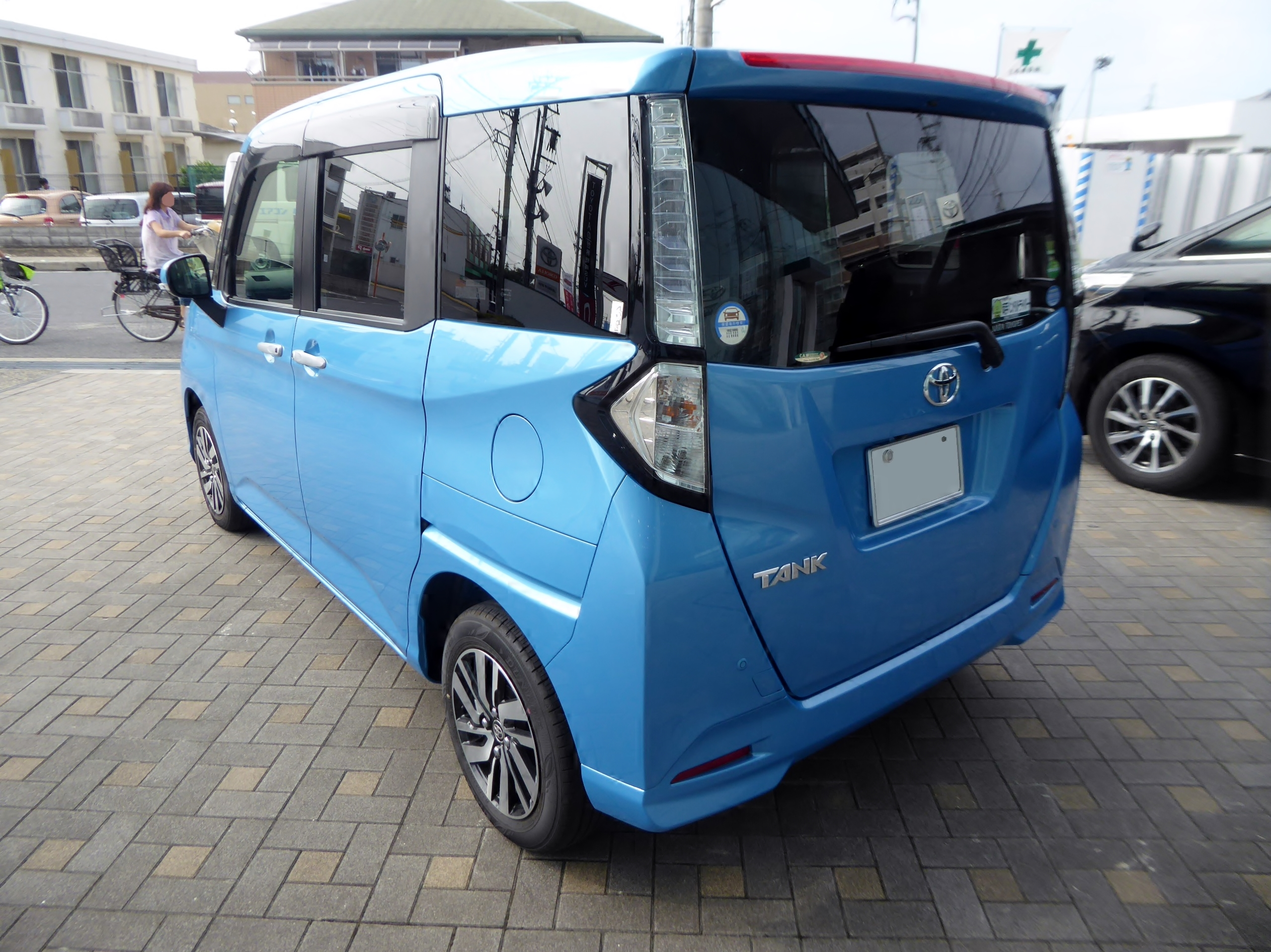
Tank G-T (M900A, до рестайлінгу)
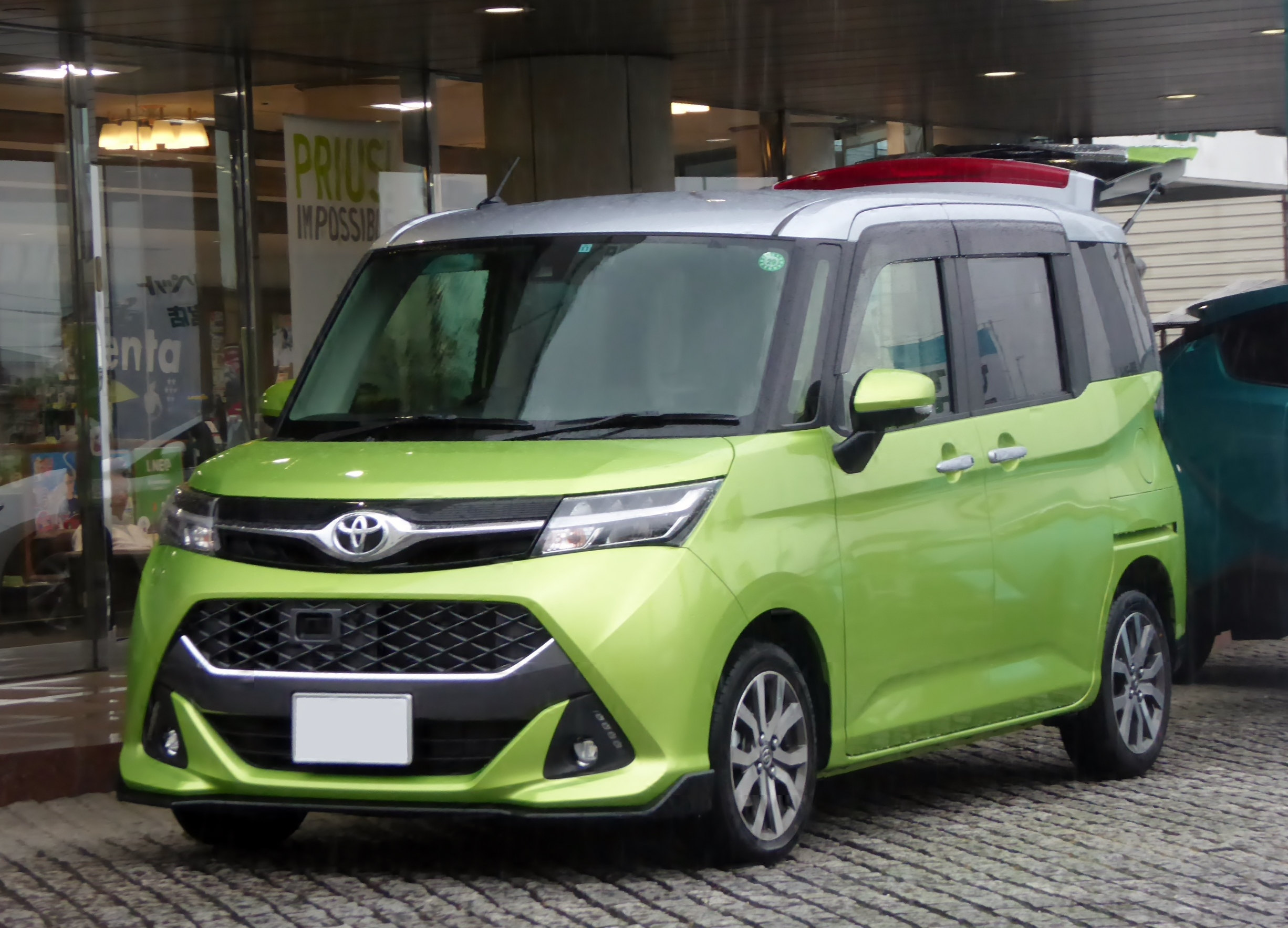
Tank Custom G-T (M900A, до рестайлінгу)
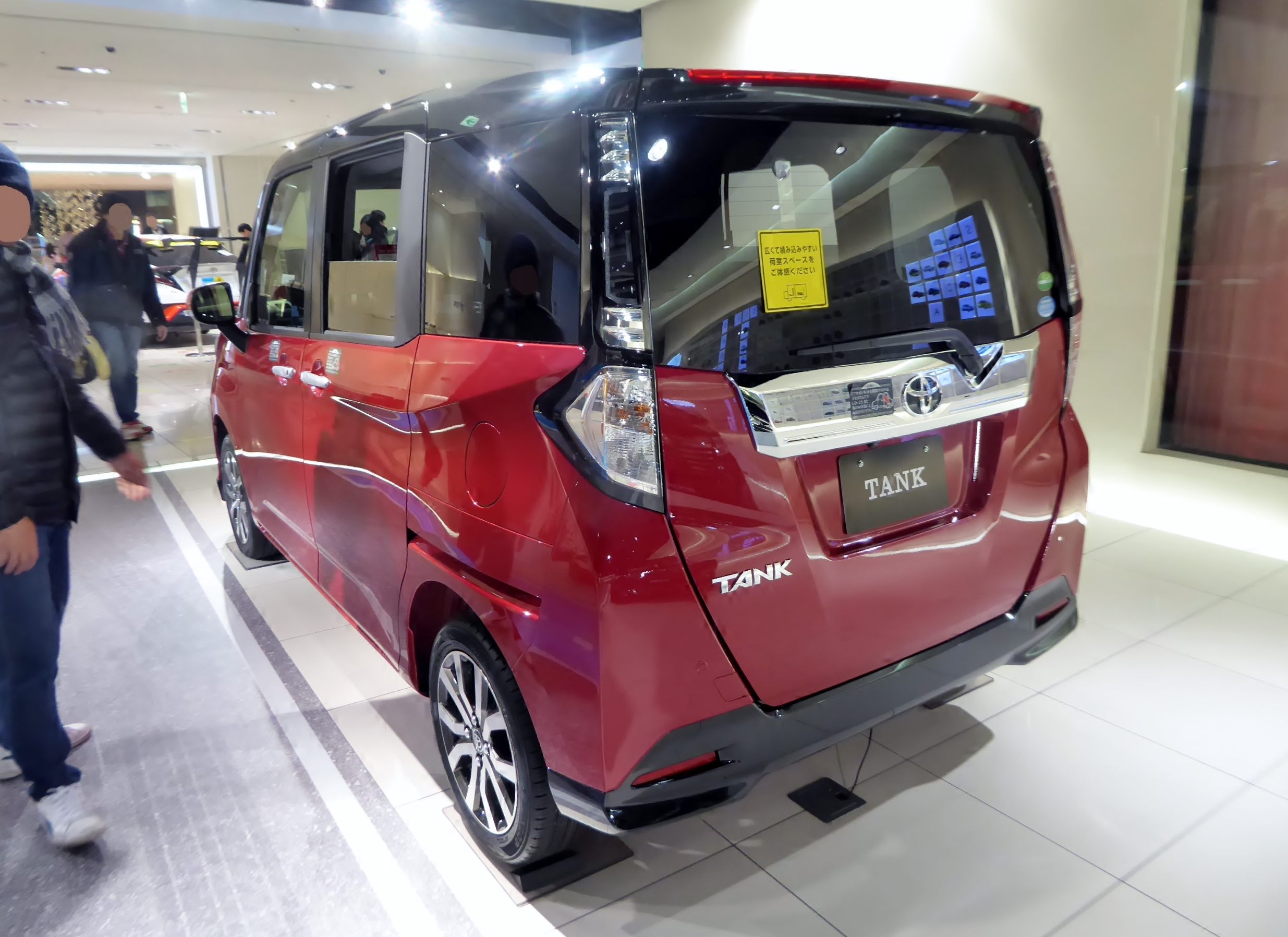
Tank Custom G-T (M900A, до рестайлінгу)
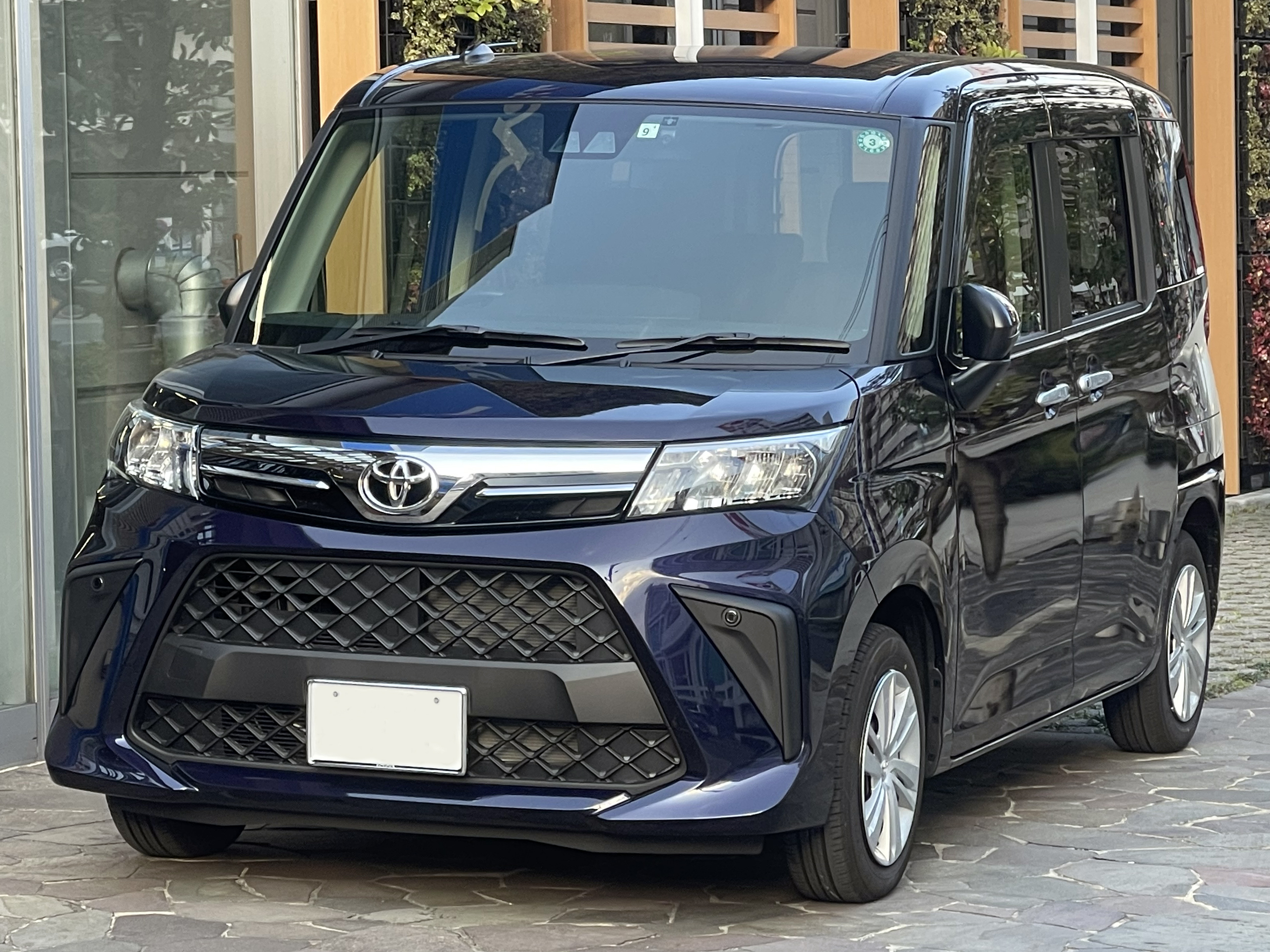
Roomy G 4WD (M910A, рестайлінг)
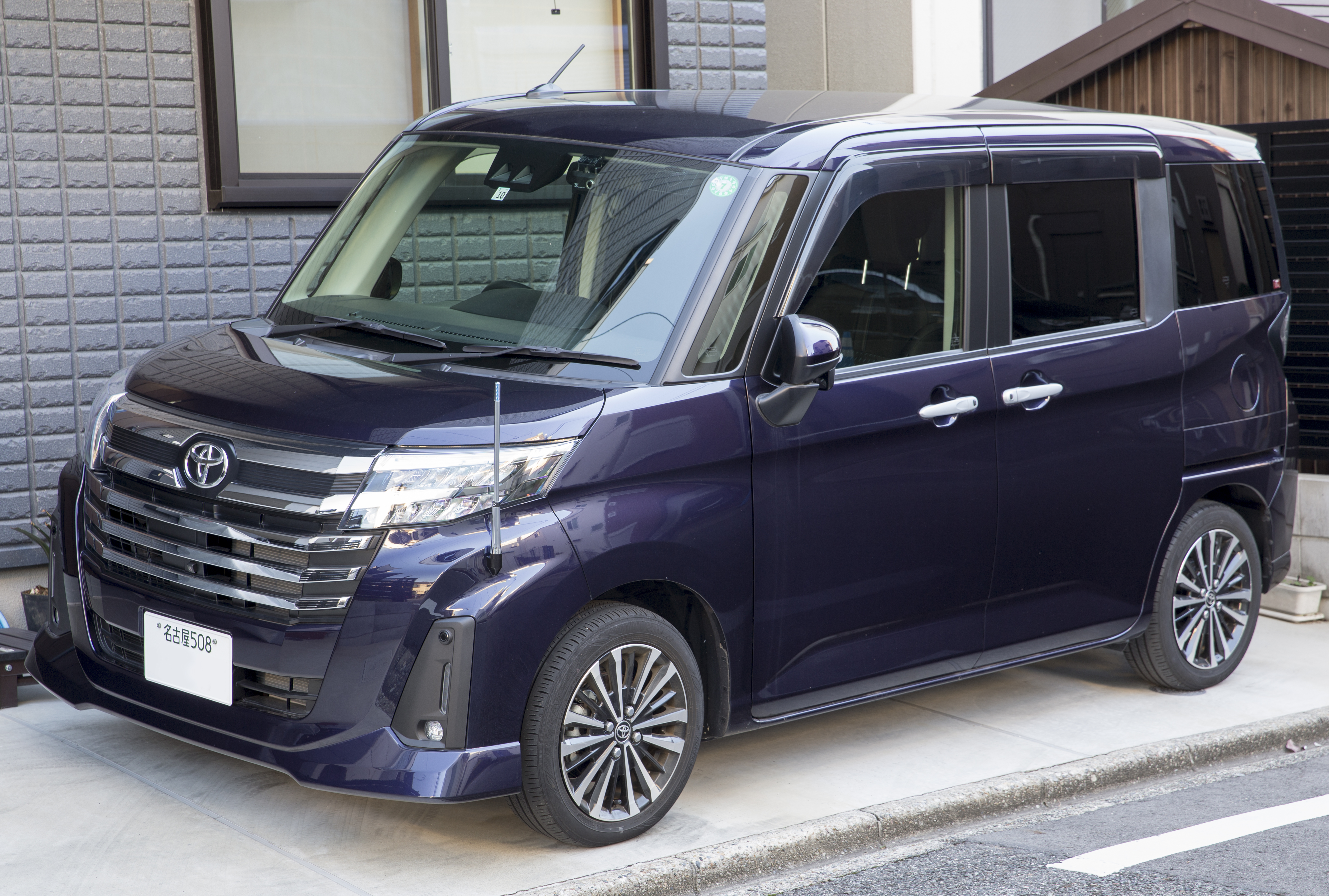
Roomy Custom G-T (M900A, рестайлінг)

### Justy

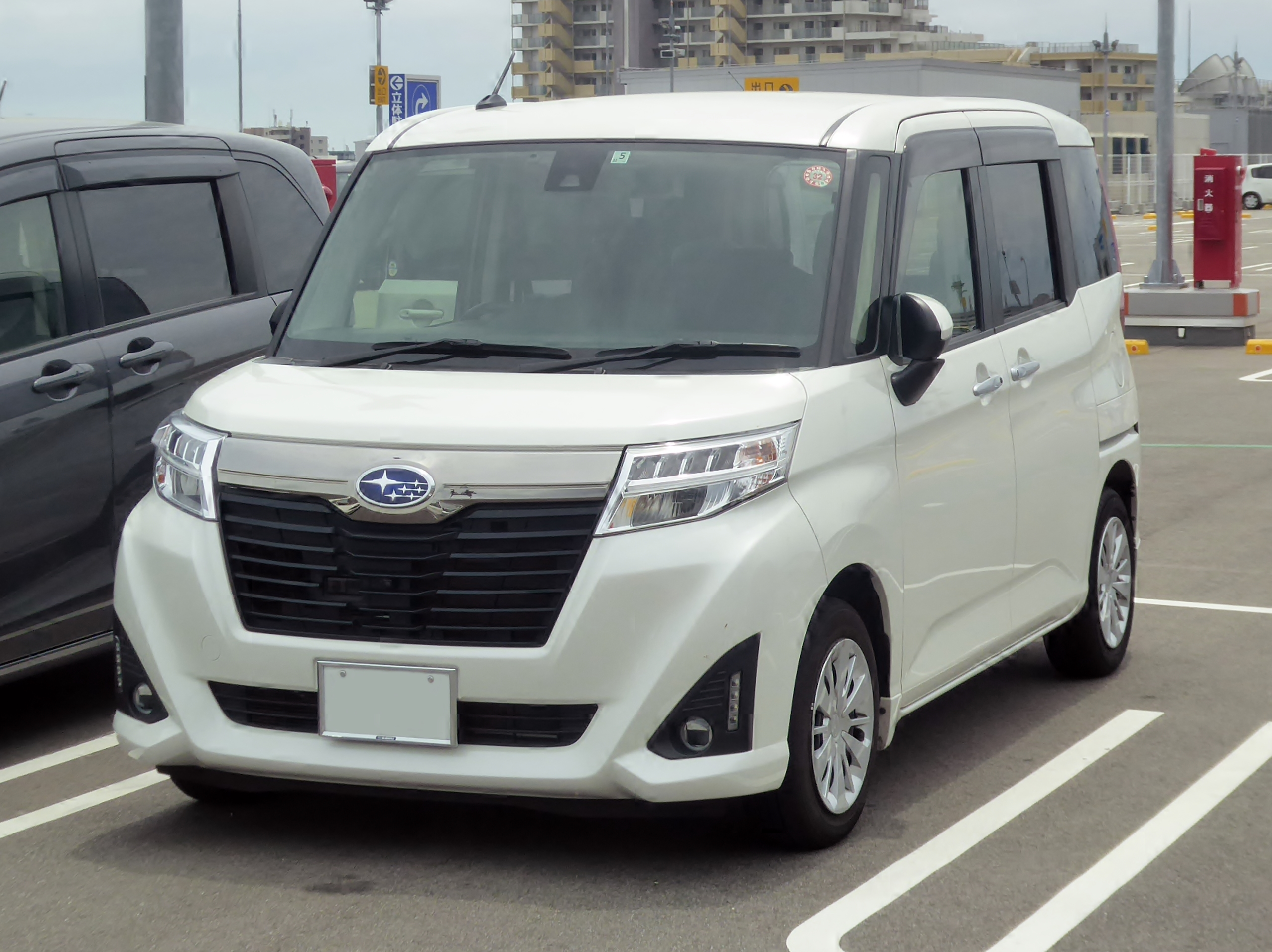
Subaru Justy GS SA (M900F, до рестайлінгу)
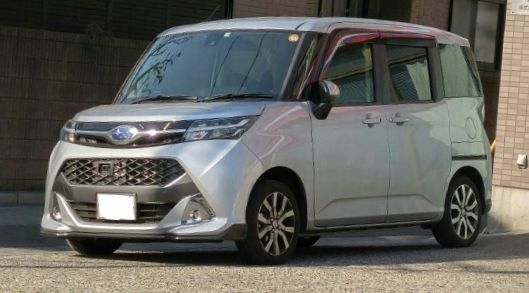
Justy Custom RS (M900F, до рестайлінгу)
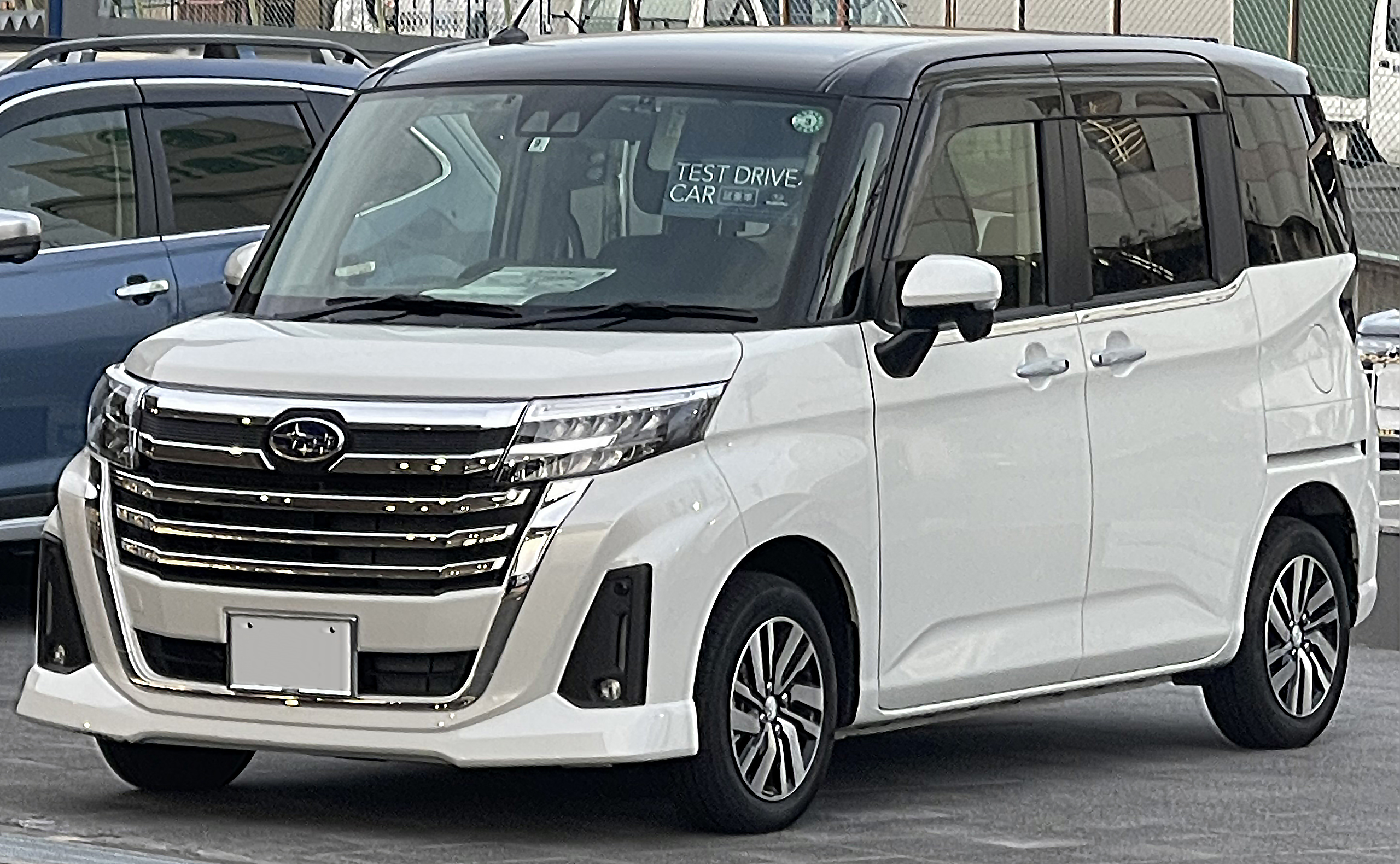
Justy (M900F, рестайлінг)